# Zarečnyj (Oblast' di Penza)
Zarečnyj in russo Заре́чный? è una città della Russia europea centrale (oblast' di Penza), situata 12 km ad est del capoluogo Penza; in virtù del suo status di città chiusa, è sottoposta al diretto controllo del governo federale, pur essendo formalmente dipendente dalla Oblast' di appartenenza.

## Società

### Evoluzione demografica
Fonte: mojgorod.ru
| 1996   | 2000   | 2003   | 2005   | 2007   | 2014   |
| ------ | ------ | ------ | ------ | ------ | ------ |
| 63 900 | 63 300 | 63 000 | 62 400 | 62 000 | 64 045 |